# 习水报春
习水报春（学名：Primula lithophila），为报春花科报春花属下的一个种。

## 扩展阅读
維基物種上的相關：习水报春